# Oscar Berger
Oscar Berger (ur. 24 listopada 1844 w Ziębicach, zm. 19 lipca 1885 w Szczawnie-Zdroju) – niemiecki lekarz, fizjolog i elektroterapeuta.
Studiował na Uniwersytecie Fryderyka Wilhelma w Berlinie, Uniwersytecie Wiedeńskim i Königliche Universität Breslau. W 1867 roku został doktorem medycyny, od 1869 praktykował we Wrocławiu. W 1873 roku został Privatdozentem na Uniwersytecie we Wrocławiu, gdzie jako pierwszy wykładał neurologię (w 1878 roku został profesorem neurologii na Uniwersytecie Wrocławskim).
Był neuropatologiem; w badaniach i leczeniu wykorzystywał, jako jeden z pierwszych, prąd elektryczny (m.in. w diagnostyce syfilisu i wiądu rdzenia). Znaczące są także jego psychofarmakologiczne próby leczenia chorób układu nerwowego.